# Enrico Balbo
Enrico Balbo (1979) é um engenheiro aeroespacial e aeronáutico italiano que atualmente é o chefe de aerodinâmica da equipe de Fórmula 1 da Red Bull Racing.

## Carreira
Balbo iniciou sua jornada no automobilismo estudando engenharia aeroespacial no Politécnico de Turim. Após a formatura, ele passou um ano na ISAE-Supaero da França, em Tolosa, considerada uma das melhores escolas de engenharia aeroespacial do mundo, onde ele estudou engenharia aeronáutica. Mas enquanto estava uma breve passagem pela Airbus em Toulouse, Balbo já estava explorando o mundo do automobilismo e depois de outro período de estudo na alma mater de Adrian Newey, a Universidade de Southampton, ele embarcou no que acabou sendo uma carreira de sucesso na Fórmula 1. Trabalhando para a empresa de consultoria aerodinâmica Fondtech, fundada pelo famoso aerodinamicista Jean Claude Migeot, Balbo começou contribuindo para os testes aerodinâmicos e o desenvolvimento do carro da Renault que conquistou os títulos mundiais de constrututores e pilotos em 2005 e 2006.
Durante o ano de 2006, Balbo se mudou para a equipe Williams, assumindo o papel de aerodinamicista de pista entre 2008 e 2010, antes de se tornar líder da equipe de aerodinâmica. Em 2013, ele se mudou para a equipe Mercedes, onde, na função de líder do grupo aerodinâmico de carros do futuro, contribuiu para o projeto dos carros da equipe vencedores dos Campeonatos Mundiais de Constrututores e Pilotos de 2014 a 2018. No entanto, Balbo deixou a Mercedes em dezembro de 2017.
Em janeiro de 2018, ele ingressou na Red Bull Racing, como aerodinamicista principal da equipe. Em janeiro de 2020, Balbo assumiu a liderança do desenvolvimento aerodinâmico e em julho do ano seguinte assumiu a função atual de chefe de aerodinâmica. Nessa posição, Balbo contribuiu para o projeto e desenvolvimento aerodinâmico de toda uma nova série de carros da Red Bull vencedores de Campeonatos Mundiais de Constrututores e Pilotos de 2021 a 2023: o RB16B, o RB18 e o RB19, o carro de maior sucesso na história da Fórmula 1.